# 1. пук ВОЈИН
1. пук ВОЈИН био је пук ваздушног осматрања, јављања, извиђања и навођења (ВОЈИН) Југословенске народне армије. Формиран је 8. јуна 1955. са командом у Београду као 211. пук ВОЈИН. Формиран је од 101. и 103. батаљона ВОЈИН. У складу са планом Дрвар преименован 1959. у 1. пук ВОЈИН. Наредбом од 27. јануара 1963. измењена резервна локација из Земуна у Батајницу.
Његова команда преформирана је 12. јуна 1992. у 126. бригаду ВОЈИН.

## Организација
Током свог постојања, 1. пук ВОЈИН је био у саставу:
- 7. ваздухопловног корпуса (1955—1959)
- 1. ваздухопловне команде (1959—1964)
- 1. зоне ПВО (1964—1966)
- 11. дивизије ПВО (1966—1986)
- 1. корпуса РВ и ПВО (1986—1992)

## Команданти пука
- пуковник Милан Милићевић
- пуковник Јанко Рајчевић
- пуковник Дарко Милошевић
- пуковник Ђуро Родић
- пуковник Гојко Перовић
- пуковник Светлок Костић
- пуковник Жарко Зрнић
- пуковник Михајло Жугић